# Заливний (Стерлітамацький район)
Заливни́й (рос. Заливной, башк. Заливной) — село у складі Стерлітамацького району Башкортостану, Росія. Входить до складу Наумовської сільської ради.
Населення — 401 особа (2010; 403 в 2002).
Національний склад:
- росіяни — 34%
- башкири — 33%